# Ulrik Frederik Gyldenløve
Titre
Gouverneur général de Norvège
1er janvier 1664 – 30 septembre 1699
(35 ans, 8 mois et 29 jours)
Ulrik Frederik Gyldenløve né le 4 juin 1638 à Brême (Ligue hanséatique) et mort le 14 avril 1704 à Hambourg (Ligue hanséatique) , comte de Larvik et de Jarlsberg, fils légitimé de Frédéric III de Danemark, chevalier de l'ordre de l'Éléphant, ambassadeur en Angleterre, chancelier du royaume et gouverneur général de Norvège.

## Biographie
Né le 4 juin 1638 à Brême, il est le fils illégitime de Frédéric III de Danemark (1609-1670) et de Marguerite Pape (1620-1664), comtesse de Lowendal.
En 1664 il est nommé gouverneur général de Norvège. Il fit de nombreuses réformes, simplifia le système d’imposition et établit une cour d’appel en Norvège indépendante de celle du Danemark. Il fit bâtir neuf forteresses le long de la frontière suédoise et le palais Gyldenløve à Copenhague. Il fonda en 1671 la cité de Larvik, et prit le titre de comte de Laurvig. Il y fit construire une des plus grandes églises en bois de Norvège.
Durant les 35 ans où il fut gouverneur de Norvège, il eut trois vice-gouverneurs sous ses ordres à trois périodes différentes :
Ove Juel, de 1669 à 1674, Erik Banner, de 1679 à 1681 et Just Høeg de 1682 à 1694. Gyldenløve est le gouverneur général qui est resté le plus longtemps en poste, périodes danoise et suédoise confondues.
Il commanda l’armée danoise lors de la guerre de Scanie contre la Suède en 1677-1678 qui porte le nom de « guerre Gyldenløve ». Il envahit la Scanie en hiver 1677, assiégea le fort de Bohus à la tête d'une armée de dix à quinze mille hommes du 25 mai au 22 juillet 1678 mais ne réussit pas à le prendre. Il prit la forteresse de Marstrand en juillet et vainquit une contre-offensive suédoise.
Il mourut le 14 avril 1704 à Hambourg et enterré dans la cathédrale Notre-Dame de Copenhague.

## Famille et descendance
Il épousa secrètement en 1659, en premières noces, Sophie Urne (- 1714), dont un fils :
1. Woldemar Ulrich, baron von Lowendal (25 septembre 1660 - 24 juin 1740), capitaine de la garde bleue de Hollande, major-général de la cavalerie impériale, commandant des troupes du Danemark dans la guerre contre les Suédois en 1711, grand-maître de la cour de Pologne, chevalier de l'Eléphant et de l'Aigle blanc. Il épouse le 16 février 1687 Dorothée Brockdorff (1672 - 20 août 1706).

Il épousa le 16 décembre 1660, en secondes noces, Marie Grubbe et le 16 août 1677 en troisièmes noces Antoinette Augusta  d'Altenbourg (1660-1701).